# Kantata
Kantata je vokalno-instrumentalna glasba, ki ima večinoma posvetno vsebino. Njena oblika je podobna operi, od nje se razlikuje po tem, da jo izvajajo na koncertnih odrih brez gledaliških elementov. Izvira iz italijanske besede cantare, kar pomeni petje.